# Борис Глеб
Борис Глеб — деревня в Молоковском районе Тверской области.

## География
Находится в восточной части Тверской области на расстоянии приблизительно 5 км по прямой на юго-запад от районного центра поселка Молоково на правом берегу речки Могоча.

## История
Деревня была отмечена еще на карте 1825 года. В 1859 году здесь (деревня Бежецкого уезда Тверской губернии) было учтено 17 дворов. До 2021 года входила в Молоковское сельское поселение до его упразднения.

## Население
Численность населения: 76 человек (1859 год), 6 (русские 100 %) в 2002 году, 1 в 2010.